# 119602 Italodimaria
119602 Italodimaria este o planetă minoră (asteroid) din centura de asteroizi. A fost descoperită pe 24 noiembrie 2001 la Circolo Culturale Astronomico di Farra d'Isonzo⁠(d) de Circolo Culturale Astronomico di Farra d'Isonzo⁠(d). 
Obiectul prezintă o orbită caracterizată de o semiaxă mare de 2,6445959106944 UAi, o excentricitate de 0,066366700799468, o înclinație de 1,4430923194589 ° în raport cu ecliptica.